# Matthew James
Matthew Lee "Matty" James (Bacup, 1991. július 22. –) angol labdarúgó. Középpályásként és hátvédként is képes pályára lépni.

## Pályafutása

### Manchester United
James 2005 októberében, 14 évesen lépett pályára először a Manchester United U18-as csapatában. A következő játéklehetőségre több mint egy évet kellett várnia, amikor a Manchester City ellen csereként váltotta Magnus Wolff Eikremet. A 2006–07-es szezonban további nyolc mérkőzésen kapott lehetőséget. A következő idényben állandó tagja lett az U18-as csapatnak, és első góljait is megszerezte. A tartalékok között 2007 novemberében kapott először lehetőséget. A 2008–09-es évadban 22 mérkőzésen lépett pályára a tartalékok és 14-en az U18-asok között. 2009. május 24-én került fel először a felnőttek közé, megkapta a 47-es mezt, de csak a cserepadig jutott.
2009 júliusában megkapta első profi szerződését a Unitedtől és új mezt is kapott, ezúttal a 43-as számút. Október 27-én, a Barnsley elleni Ligakupa-mérkőzésen ismét leülhetett a kispadra a felnőttcsapatban, de játéklehetőséget ezúttal sem kapott.
Jamest 2010 februárjában a szezon végéig kölcsönvette a Preston North End. Február 9-én, a Sheffield United ellen debütált, tíz percen belül gólt is szerzett, megpattanó lövését nem tudta védeni Ian Bennett kapus. Az idény végén visszatért a Manchester Unitedhez, de 2010. július 2-án ismét kölcsönvette a Preston.
Az egész 2010–11-es idényre szerették volna maguknál tartani, de miután kirúgták fiát, Darren Fergusont a North Endtől, a Manchester United menedzsere, Sir Alex Ferguson úgy döntött, Ritchie De Laetet, Joshua Kinget és Jamest is visszahívja a csapattól. De Laet és King azonnal visszatértek, James 2011. január 4-én érkezett meg Manchesterbe.

## Válogatott
James az U16-os és U17-es angol válogatottakat is megjárta, majd 2009-ben az U19-es csapattól is behívót kapott az U19-es Eb-re. Ő lett a csapatkapitány, első meccsén, Ausztria ellen 3–2-re győztek az angolok. Később az U20-as válogatottban is bemutatkozhatott.

## Külső hivatkozások
- Matthew James pályafutásának statisztikái a Soccerbase oldalon (angolul)

- Matthew James adatlapja a Manchester United honlapján

## Fordítás
- Ez a szócikk részben vagy egészben  a   Matthew James (footballer) című angol Wikipédia-szócikk fordításán alapul.  Az eredeti cikk szerkesztőit annak laptörténete sorolja fel. Ez a jelzés csupán a megfogalmazás eredetét és a szerzői jogokat jelzi, nem szolgál a cikkben szereplő információk forrásmegjelöléseként.